# 1945 în artă
← 1942 în artă — 1943 în artă — 1944 în artă ——  1945 în artă  —— 1946 în artă — 1946 în artă — 1947 în artă →
1945 în artă implică o serie de evenimente:

## Evenimente

### Evenimente artistice oriunde
Fără date precise 

## Nașteri

### Ianuarie - iunie
- 11 ianuarie –
- 29 februarie –
- 17 mai –
- 23 iunie –

### Iulie - decembrie
- 3 iulie –
- 15 iulie –
- 16 octombrie –
- 31 decembrie –

## Decese
- 13 octombrie –
- 15 decembrie –

## Galerie (lucrări din 1945)
- Lucrări reprezentative